# Saxifraga celtiberica
Saxifraga celtiberica är en stenbräckeväxtart som beskrevs av V. de la Fuente García, D. Sánchez-mata och G. Navarro. Saxifraga celtiberica ingår i Bräckesläktet som ingår i familjen stenbräckeväxter. Inga underarter finns listade i Catalogue of Life.